# ひぐらしのなく頃に ボーカルソング+ゲームオープニングムービー集
『ひぐらしのなく頃に ボーカルソング+ゲームオープニングムービー集』（ひぐらしのなくころにボーカルソングプラスゲームオープニングムービーしゅう）は、『ひぐらしのなく頃に』のゲーム主題歌を集めたベストアルバムである。2010年8月25日に5pb.より発売された。

## 概要
- 本作は、アルケミストより発売された『ひぐらしのなく頃に』のコンシューマゲームの主題歌、エンディングテーマにを収録したものである。業務用ゲームソフト曲とは別に、同人ゲームに関連した楽曲「you」「そらのむこう」も収録している。
- さらに、ゲームのオープニング映像を収録されているDVDが付属している。
- 15曲中11曲が志倉千代丸の作詞・作曲によるもの。
- 2014年1月26日、本作はリマスター・ハイレゾ版が発売された[2]。

## 収録曲
全作詞・作曲：志倉千代丸（特記以外）
| #         | タイトル                           | 作詞         | 作曲      | 編曲      | 歌           | 時間  |
| --------- | ---------------------------------- | ------------ | --------- | --------- | ------------ | ----- |
| 1.        | 「嘆きノ森」                       |              |           | 磯江俊道  | 彩音         | 5:19  |
| 2.        | 「追想のディスペア」               |              |           | 磯江俊道  | いとうかなこ | 4:30  |
| 3.        | 「そらのむこう」                   | 結月そら     | dai       | dai       | 結月そら     | 3:44  |
| 4.        | 「その先にある、誰かの笑顔の為に」 |              |           | 上野浩司  | 彩音         | 4:32  |
| 5.        | 「光の空のクオリア」               |              |           | 水野大輔  | Cyua         | 5:05  |
| 6.        | 「escape」                         |              |           | 磯江俊道  | いとうかなこ | 4:23  |
| 7.        | 「ただ流るるままに」               |              |           | 川越好博  | 彩音         | 4:40  |
| 8.        | 「突風」                           | いとうかなこ | 磯江俊道  | 磯江俊道  | いとうかなこ | 5:07  |
| 9.        | 「Angelic bright」                 |              |           | 磯江俊道  | 彩音         | 4:46  |
| 10.       | 「プレイス・オブ・ピリオド」       |              |           | 村上純    | 諫山実生     | 4:46  |
| 11.       | 「漆黒の祭壇」                     |              |           | 磯江俊道  | Velforest.   | 4:15  |
| 12.       | 「コンプレックス・イマージュ」     |              |           | 上野浩司  | 彩音         | 5:01  |
| 13.       | 「Friend」                         |              |           | 川越好博  | いとうかなこ | 5:42  |
| 14.       | 「you」(Vocal)                     | 癒月         | dai       | dai       | 癒月         | 5:42  |
| 15.       | 「you」(ボーナストラック)          |              | dai       | dai       |              | 5:42  |
| 合計時間: | 合計時間:                          | 合計時間:    | 合計時間: | 合計時間: | 合計時間:    | 73:14 |

## タイアップ
| 楽曲                           | タイアップ                                                                                |
| ------------------------------ | ----------------------------------------------------------------------------------------- |
| 嘆きノ森                       | PlayStation 2用ゲームソフト『ひぐらしのなく頃に祭』オープニングテーマ                     |
| 追想のディスペア               | ニンテンドーDS用ゲームソフト『ひぐらしのなく頃に絆 第一巻・祟』主題歌                     |
| そらのむこう                   | PCゲーム『ひぐらしのなく頃に解』祭囃し編エンディングテーマ                                |
| その先にある、誰かの笑顔の為に | PlayStation Portable用ゲームソフト『ひぐらしデイブレイク Portable』主題歌                 |
| 光の空のクオリア               | ニンテンドーDS用ゲームソフト『ひぐらしのなく頃に絆 第三巻・螺』主題歌                     |
| escape                         | PlayStation 2用ゲームソフト『ひぐらしのなく頃に祭』罪滅し編エンディングテーマ             |
| ただ流るるままに               | ニンテンドーDS用ゲームソフト『ひぐらしのなく頃に絆』賽殺し編/言祝し編主題歌               |
| 突風                           | ニンテンドーDS用ゲームソフト『ひぐらしのなく頃に絆 第一巻・祟』イメージソング             |
| Angelic bright                 | ニンテンドーDS用ゲームソフト『ひぐらしのなく頃に絆 第四巻』祭囃し編/澪尽し編主題歌        |
| プレイス・オブ・ピリオド       | ニンテンドーDS用ゲームソフト『ひぐらしのなく頃に絆 第二巻・想』主題歌                     |
| 漆黒の祭壇                     | ニンテンドーDS用ゲームソフト『ひぐらしのなく頃に絆 第三巻・螺』宵越し編エンディングテーマ |
| コンプレックス・イマージュ     | PlayStation 2用ゲームソフト『ひぐらしのなく頃に祭』澪尽し編オープニングテーマ             |
| Friend                         | PlayStation 2用ゲームソフト『ひぐらしのなく頃に祭』澪尽し編エンディングテーマ             |
| you                            | PCゲーム『ひぐらしのなく頃に解』BGM                                                       |

## スタッフ・クレジット
- Mastering Studio：Wonder Station
- Mastering Enginner：上田佳子
- Illustriation/Character Design：Alchemist
- Jacket Design：小室杏子 (Komuro Design Room)
- Design Control：小田能知
- Sales Promotion：藤本徹、高橋克典、外崎剛
- Organization Control：二田祐樹、室井浩太郎
- Thanks：Alchemist, 07th Expansion, ZIZZ STUDIO, M.Graveyard
- Special Thanks：Alchemist All Staff, dai, Ryukishi07
- Producer：小柳路子
- Executive Producer：志倉千代丸[3]